# Municipio de Salem (condado de Saline)
El municipio de Salem (en inglés: Salem Township) es un municipio ubicado en el condado de Saline en el estado estadounidense de Arkansas. En el año 2010 tenía una población de 7259 habitantes y una densidad poblacional de 110,86 personas por km².

## Geografía
El municipio de Salem se encuentra ubicado en las coordenadas 34°38′25″N 92°35′10″O / 34.64028, -92.58611. Según la Oficina del Censo de los Estados Unidos, el municipio tiene una superficie total de 65.48 km², de la cual 65,22 km² corresponden a tierra firme y (0,4 %) 0,26 km² es agua.

## Demografía
Según el censo de 2010, había 7259 personas residiendo en el municipio de Salem. La densidad de población era de 110,86 hab./km². De los 7259 habitantes, el municipio de Salem estaba compuesto por el 96,83 % blancos, el 0,92 % eran afroamericanos, el 0,51 % eran amerindios, el 0,3 % eran asiáticos, el 0,01 % eran isleños del Pacífico, el 0,7 % eran de otras razas y el 0,72 % pertenecían a dos o más razas. Del total de la población el 1,79 % eran hispanos o latinos de cualquier raza.